# Ultimate Aaliyah
Az Ultimate Aaliyah című album Aaliyah amerikai énekesnő ötödik albuma és második válogatásalbuma. 2005 májusában jelent meg, csak az Egyesült Királyságban. Két CD-ből és egy DVD-ből áll; az első CD-n (Greatest Hits) az énekesnő tizenhat slágere szerepel, a másodikon (Are You Feelin’ Me) több olyan dal, mely nem jelent meg az énekesnő stúdióalbumain. A DVD-n egy 60 perces dokumentumfilm látható, benne interjúk Aaliyah-val és barátaival. Az album a brit albumslágerlista 32. helyén nyitott, és világszerte 5 millió példányban kelt el.
A Greatest Hits CD-n Aaliyah minden olyan száma szerepel, ami az USA-ban sikeres lett, és kettő olyan, ami az Egyesült Királyságban közepes sikert aratott, nem szerepel rajta azonban a Come Over, ami az USA-ban a 9. helyre került a Billboard U.S. R&B/Hip-Hop Songs slágerlistáján, illetve néhány kisebb sikere (Age Ain’t Nothing but a Number, Journey to the Past, Down with the Clique, The Thing I Like, Are You Ready). A legtöbb dal második albumáról, a One in a Millionről származik (ellentétben előző válogatásalbumával, az I Care 4 U-val, ahová a 2. albumról került a legkevesebb dal).
Az Are You Feelin’ Me CD címadó dala megjelent promóciós kislemezen az Egyesült Királyságban, de nem került fel a slágerlistákra. Ezen a lemezen olyan dalok szerepelnek, amik filmek betétdalai voltak (az Are You Feelin’ Me, a Come Back in One Piece és az I Don’t Wanna az Öld meg Rómeót! című filmből, melyben Aaliyah is szerepelt), olyan dalok, amelyek producere, Timbaland albumain szerepeltek és Aaliyah vendégszerepelt bennük (Man Undercover, John Blaze, I Am Music), a Messed Up, mely harmadik albuma, az Aaliyah amerikai kiadásán volt rejtett bónuszdal, valamint a More Than a Woman egy remixe, és egy dal, melyet Wyclef Jean és Timbaland készített a fiatalon elhunyt énekesnő emlékére.
A DVD-n a The Life of Aaliyah MTV-különkiadás, valamint a VH1 Behind the Music műsorának Aaliyah-ról szóló epizódja és az énekesnő E! True Hollywood Story epizódja is látható.
Két hónappal az album megjelenése után Japánban megjelent a Special Edition: Rare Tracks and Visuals című kiadvány, melyen az Are You Feelin’ Me? és a Messed Up szerepelnek, illetve remixek, a DVD-n pedig ugyanaz a dokumentumfilm, mint az Ultimate Aaliyah albumon.

## Számlista

### Ultimate Aaliyah
| Greatest Hits      | Greatest Hits                                   | Greatest Hits              | Greatest Hits                                                        | Greatest Hits |
| #                  | Cím                                             | Producer                   | Szerző                                                               | Hossz         |
| ------------------ | ----------------------------------------------- | -------------------------- | -------------------------------------------------------------------- | ------------- |
| 1.                 | One in a Million                                | Timbaland                  | Missy Elliott                                                        | 4:33          |
| 2.                 | If Your Girl Only Knew                          | Timbaland                  | Timbaland, Elliott                                                   | 4:52          |
| 3.                 | Hot Like Fire                                   | Timbaland                  | Elliott                                                              | 4:25          |
| 4.                 | The One I Gave My Heart To                      | Daryl Simmons              | Diane Warren                                                         | 4:32          |
| 5.                 | Got to Give It Up                               | Bud’da                     | Marvin Gaye                                                          | 4:42          |
| 6.                 | 4 Page Letter                                   | Timbaland                  | Timbaland, Elliott                                                   | 4:54          |
| 7.                 | We Need a Resolution                            | Timbaland                  | Static                                                               | 4:04          |
| 8.                 | Rock the Boat                                   | Rapture & E. Seats         | Static                                                               | 4:35          |
| 9.                 | More Than a Woman                               | Timbaland                  | Static                                                               | 3:50          |
| 10.                | I Care 4 U                                      | Timbaland                  | Elliott                                                              | 4:36          |
| 11.                | Try Again                                       | Timbaland                  | Static                                                               | 4:46          |
| 12.                | Back & Forth                                    | R. Kelly                   | R. Kelly                                                             | 3:52          |
| 13.                | Are You That Somebody?                          | Timbaland                  | Static                                                               | 4:28          |
| 14.                | Don’t Know What to Tell Ya                      | Timbaland                  | Static                                                               | 5:04          |
| 15.                | Miss You                                        | Bishop                     | Austin                                                               | 4:07          |
| 16.                | At Your Best (You Are Love)                     | R. Kelly                   | Ronald Isley, Marvin Isley, O’Kelly Isley, Ernie Isley, Chris Jasper | 4:50          |
| Are You Feelin’ Me |                                                 |                            |                                                                      |               |
| 1.                 | Are You Feelin’ Me                              | Timbaland                  | Elliott                                                              | 3:12          |
| 2.                 | Messed Up                                       |                            | Stewart, Seats, Garrett, Bush                                        | 3:36          |
| 3.                 | Come Back in One Piece (feat. DMX)              | Little Rob, Irv Gotti      | Static, DMX                                                          | 4:20          |
| 4.                 | I Don’t Wanna                                   | Donnie Scantz, Kevin Kicks |                                                                      | 4:17          |
| 5.                 | Man Undercover (feat. Timbaland)                | Timbaland                  | Timbaland                                                            | 4:44          |
| 6.                 | John Blaze (feat. Missy Elliott)                | Timbaland, Elliott         | Timbaland, Elliott                                                   | 4:02          |
| 7.                 | I Am Music (Timbaland feat. Aaliyah and Static) | Timbaland                  | Timbaland, Static                                                    | 4:02          |
| 8.                 | More Than a Woman (Bump N Flex Club Mix)        | Timbaland                  | Static                                                               | 5:30          |
| 9.                 | Hold On (Timbaland & Magoo feat. Wyclef Jean)   | Timbaland                  | Timbaland, M. Barcliff, W. Jean, T. Clayton                          | 5:05          |

Ultimate Aaliyah DVD
- 1. E! True Hollywood Story 1:13:33
- 2. VH1 Behind The Music      2:10:08
- 3. The Aaliyah Story (Bonus features) 1:00:00

### Rare Tracks and Visuals
| Rare Tracks | Rare Tracks                                 | Rare Tracks | Rare Tracks                   | Rare Tracks |
| ----------- | ------------------------------------------- | ----------- | ----------------------------- | ----------- |
| 1.          | Are You Feelin’ Me                          | Timbaland   | Elliott                       | 3:12        |
| 2.          | Messed Up                                   |             | Stewart, Seats, Garrett, Bush | 3:36        |
| 3.          | Rock the Boat (Club Mix by Mixzo)           |             |                               | 5:18        |
| 4.          | Rock the Boat (Club Mix by Doug Lazy)       |             |                               | 5:27        |
| 5.          | More Than a Woman (12" Version)             |             |                               |             |
| 6.          | More Than a Woman (Bump N Flex Club Mix)    |             |                               | 5:29        |
| 7.          | More Than a Woman (MAW Main Mix)            |             |                               | 8:47        |
| 8.          | Try Again (Timbaland Remix)                 |             |                               | 4:59        |
| 9.          | Try Again (D’Jam Hassan Remix)              |             |                               | 5:28        |
| 10.         | Try Again (Krunchie Remix 30/11/04)         |             |                               |             |
| 11.         | More Than a Woman (Krunchie Remux 30/11/04) |             |                               |             |

#### DVD: Rare Visuals
1. Interjúk
2. Tévés szereplés
3. Videóklipek:
  - Don’t Know What to Tell Ya
  - More Than a Woman
  - I Care 4 U
  - One in a Million
  - Hot Like Fire
  - If Your Girl Only Knew
  - Come Back in One Piece
  - Try Again
  - Are You That Somebody?
  - We Need a Resolution
  - More Than a Woman
  - Rock the Boat
  - Miss You
4. Fotógaléria

## Are You Feelin’ Me?
Az Are You Feelin’ Me? Aaliyah egyik kislemeze. A dal az Öld meg Rómeót! című filmhez készült, amely Aaliyah első filmszerepe volt, a filmben annál a jelenetnél hallható, ahol Aaliyah és Jet Li egy diszkóban táncolnak, azonkívül a 2001-ben megjelent We Need a Resolution kislemez egyik B-oldala volt, önálló kislemezen azonban csak 2005-ben jelent meg, az énekesnő második válogatásalbuma, az Ultimate Aaliyah promóciójaként. A kislemezt csak az Egyesült Királyságban adták ki, mivel az album is csak itt jelent meg; nagyobb sikert nem ért el és a slágerlistára sem került fel. A dal részletet használ fel J. S. Bach D-moll toccata és fúga, BWV 565 című művéből.
A dalt nem sokat játszották a brit rádióadók, és nem került fel a kislemezlistára sem, mert ebben az időben csak a kereskedelmi forgalomban megjelent dalok kerülhettek fel rá. Sem a dalt, sem az Ultimate Aaliyah albumot nem reklámozták megfelelően.

### Számlista
CD maxi kislemez (Egyesült Királyság; promó)
1. Are You Feelin’ Me – 3:12
2. I Don’t Wanna – 4:14
3. More Than a Woman (Bump 'N' Flex Club Mix) – 4:35
4. Try Again (2004 Krunchie Remix) – 6:12